# Eumerus argyropsis
Eumerus argyropsis är en tvåvingeart som beskrevs av Mario Bezzi 1908. Eumerus argyropsis ingår i släktet månblomflugor, och familjen blomflugor. Inga underarter finns listade i Catalogue of Life.